# スタジオKAI
株式会社スタジオKAI（スタジオカイ、英: Studio KAI inc.）は、日本のアニメ制作会社。株式会社ADKエモーションズの完全子会社。日本動画協会正会員。

## 概要

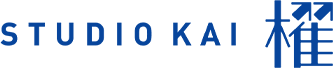
旧ロゴ（2019年 - 2024年7月1日）

2019年6月にADKエモーションズの完全子会社として設立。同年、同じADKホールディングス系列でADKマーケティング・ソリューションズの子会社（当時、現在は独立）であるアニメーション制作会社・GONZOから、一部のアニメ制作事業や知的財産権、その管理・運用に関わる権利義務などを吸収分割により継承した。
初代代表取締役社長はADKを経てGONZOで代表取締役社長などを歴任した勝村良一が務めた。2代目代表取締役社長は日本アドシステムズの代表を務めスタジオKAI、ADKエモーションズの取締役も兼務していた柴田邦彦が務めた。2024年3月28日付の取締役異動により柴田が退任し、3代目代表取締役社長には取締役を務めた大芝賢二が就任した。
社名「KAI」の漢字表記は、船を漕ぐ道具である「櫂」。クレジットでは『スタジオ櫂』と表記されることもある。
設立直後の2019年から2020年はGONZOの下請け・共同制作として活動。同年に同社初の元請作品としてWeb・フルCGアニメーション『虫籠のカガステル』を制作。本作ではGONZOのCG部門・沖縄ゴンゾ（後のスタジオKAI 3DCG部門）がCGアニメーションの実制作を担当した。翌2021年より初のテレビアニメ元請作品『ウマ娘 プリティーダービー Season 2』を制作。本作以降はGONZOによる制作協力を受けていない。
2024年7月1日、公式サイトのリニューアルおよびコーポレートロゴを改定。

## 制作体制
制作部門は演出・作画部門（絵コンテ・演出・原画・動画）、3DCG部門、制作部門（制作進行・制作デスク・制作プロデュース）が設けられている。
同社の演出・作画部門に所属するアニメーターの多くは同社設立時にアニメーション制作会社・サテライトから移籍した『戦姫絶唱シンフォギア』シリーズの主要スタッフ陣である。一方で3DCG部門はGONZOのCG部門で2019年に解散したCGチーム『沖縄ゴンゾ』が当社に部門を移し所属している。制作部門のプロデューサーや制作スタッフに関してはサテライト、GONZOの両スタジオよりスタッフの一部が移籍して所属している。
所属演出家・アニメーター・制作スタッフは上記の通り、シンフォギアシリーズのメインスタッフが多く所属しており、アニメーションプロデューサーの金子文雄と篠笥和也、キャラクターデザイン・総作画監督の藤本さとる、メインアニメーター・作画監督のハニューと坂本俊太、今西亨、アクションディレクターの光田史亮と式地幸喜、演出の成田巧、制作デスクの増尾将史、その他、福田佳太や小畑賢など複数の作画監督陣がサテライトから移籍して所属している。2021年4月1日からは同シリーズの総作画監督を務めた椛島洋介が所属している。この影響から、2020年9月に公開された『戦姫絶唱シンフォギアXD UNLIMITED』のOPアニメーションを当社が担当した。
テレビアニメ初元請作品となった『ウマ娘 プリティーダービー Season 2』ではアニメーションプロデューサーを増尾将史、アニメーション制作統括を金子、助監督を成田、キャラクターデザインを椛島、総作画監督を椛島と共同で藤本が担当した。また、シンフォギアシリーズで監督であった小野勝巳が演出で参加した他、共同脚本を担当した永井真吾が本作にも脚本で参加。その他、各話演出やプロップデザイン・メインアニメーター・作画監督・原画にも同シリーズのスタッフが多く参加した。本作の3DCGアニメーションに関しては同社3DCG部門が担当している。なお、同社チームは2018年12月に発売された『ウマ娘 プリティーダービー』のOVA作品『BNWの誓い』第2話のアニメーション制作をサテライト名義で担当している。
設立時よりアニメーターの社員登用にも力を入れており、演出や作画監督、原画の社内制作率は高い。内製率を高めることにより、スケジュール管理やスタッフ同士の連携が密に行えるため、クオリティの品質維持に繋がっている。

## 作風
所属スタッフ陣は上記の通り、シンフォギアシリーズの主要スタッフで構成されている。本作のほか、スタジオKAI所属スタッフがメインで制作した『ウマ娘 プリティーダービー Season 2』、『アイドルマスター シンデレラガールズ スターライトステージ』6周年MVアニメーション、『シャインポスト』のダンスシーンでは近年主流となった3DCGのアニメーションでは無く、手描きの作画にてアニメーションを制作している。該当作品のダンスシーンではシンフォギアシリーズから積み重ねられた経験が活かされているとのこと。

## 作品

### テレビアニメ
| 開始年 | 放送期間         | タイトル                                                        | 監督         | アニメーション プロデューサー | 原作             | 共同制作 |
| ------ | ---------------- | --------------------------------------------------------------- | ------------ | ----------------------------- | ---------------- | -------- |
| 2021年 | 1月 - 3月        | ウマ娘 プリティーダービー Season 2                              | 及川啓       | 増尾将史                      | ゲーム           |          |
| 2021年 | 4月 - 6月        | スーパーカブ                                                    | 藤井俊郎     | 上間康弘                      | 小説             |          |
| 2022年 | 4月 - 6月        | 骸骨騎士様、只今異世界へお出掛け中                              | 小野勝巳     | 八田正宣                      | 小説             | HORNETS  |
| 2022年 | 7月 - 9月        | 新テニスの王子様 U-17 WORLD CUP                                 | 川口敬一郎   | 篠笥和也 松井正一             | 漫画             | M.S.C    |
| 2022年 | 7月 - 10月       | シャインポスト                                                  | 及川啓       | 増尾将史                      | メディアミックス |          |
| 2023年 | 10月 - 2024年6月 | キャプテン翼シーズン2 ジュニアユース編                          | 小野勝巳     | 柴宏和                        | 漫画             |          |
| 2023年 | 10月 - 12月      | ウマ娘 プリティーダービー Season 3                              | 及川啓       | 増尾将史 西村謙人             | ゲーム           |          |
| 2024年 | 1月 - 3月        | ループ7回目の悪役令嬢は、元敵国で自由気ままな花嫁生活を満喫する | いわたかずや | 八田正宜                      | 小説             | HORNETS  |
| 2025年 | 7月 -            | 地獄先生ぬ〜べ〜                                                | 大石康之     | 柴宏和                        | 漫画             |          |
| 2025年 | 10月 -           | 太陽よりも眩しい星                                              | 小林彩       | 柴宏和 伊藤太貴               | 漫画             |          |
| 2026年 | 1月 -            | 勇者刑に処す 懲罰勇者9004隊刑務記録                             | 高嶋宏之     | 未公表                        | 小説             |          |
| 2026年 | 未公表           | スノウボールアース                                              | 境宗久       | 未公表                        | 漫画             |          |
| 2026年 | 未公表           | カナン様はあくまでチョロい                                      | 未公表       | 未公表                        | 漫画             |          |

### 劇場アニメ
| 配信年 | タイトル                          | 監督     | アニメーション プロデューサー | 原作 |
| ------ | --------------------------------- | -------- | ----------------------------- | ---- |
| 2024年 | 風都探偵 仮面ライダースカルの肖像 | 椛島洋介 | 未公表                        | 漫画 |

### OVA
| 配信年 | タイトル                                   | 監督       | アニメーション プロデューサー | 原作 | 備考            |
| ------ | ------------------------------------------ | ---------- | ----------------------------- | ---- | --------------- |
| 2021年 | 新テニスの王子様 氷帝vs立海 Game of Future | 川口敬一郎 | N/A                           | 漫画 | 共同制作：M.S.C |

### Webアニメ
| 配信年 | タイトル           | 監督       | アニメーション プロデューサー | 原作       | 備考                             |
| ------ | ------------------ | ---------- | ----------------------------- | ---------- | -------------------------------- |
| 2020年 | 虫籠のカガステル   | 千明孝一   | 石原直樹                      | 漫画       | CGアニメーション制作：沖縄ゴンゾ |
| 2020年 | 7SEEDS（第2期）    | 高橋幸雄   | 西山達也                      | 漫画       | 共同制作：GONZO                  |
| 2021年 | 23時の佐賀飯アニメ | 藤本さとる | N/A                           | オリジナル | 短編アニメ                       |
| 2022年 | 風都探偵           | 椛島洋介   | 増尾将史                      | 漫画       |                                  |

### ゲーム
| 発売年 | タイトル                                                 | 備考                 |
| ------ | -------------------------------------------------------- | -------------------- |
| 2020年 | 戦姫絶唱シンフォギアXD UNLIMITED                         | OPアニメーション制作 |
| 2021年 | アイドルマスター シンデレラガールズ スターライトステージ | MVアニメーション制作 |

### 制作協力
| 年     | タイトル                                                | 制作元請        | 備考          |
| ------ | ------------------------------------------------------- | --------------- | ------------- |
| 2019年 | ファンタシースターオンライン2 エピソード・オラクル      | GONZO           | 各話制作協力  |
| 2020年 | やはり俺の青春ラブコメはまちがっている。完              | feel.           | 各話制作協力  |
| 2021年 | リョーマ! The Prince of Tennis 新生劇場版テニスの王子様 | ギャガ          | 協力          |
| 2023年 | アイドルマスター シンデレラガールズ U149                | CygamesPictures | 第9話制作協力 |

## 関連人物

### 役員
2024年4月現在。
代表取締役社長
- 大芝賢二

取締役
- 麻生一宏
- 古谷大輔
- 沖永賢吾
- 柴田邦彦

監査役
- 佐藤大士

元役員
- 勝村良一（元代表取締役社長）
- 土井正樹（元取締役）
- 笹木理加（ディーライツ出身、元取締役）
- 野田孝寛（元取締役）
- 木村和広（元取締役）

### 所属スタッフ

#### 制作
- 篠笥和也（プロダクションマネージャー）
- 上間康弘（プロデューサー）
- 増尾将史（制作プロデューサー）
- 柴宏和（制作プロデューサー）

#### 演出家
- 境宗久
- 成田巧
- 吉川志我津
- にしづきあらた
- 佃泰佑

#### アニメーター
- 椛島洋介
- 光田史亮
- 式地幸喜
- ハニュー
- 坂本俊太
- 小畑賢
- 宗圓祐輔
- 中島順

- 長田好弘
- 冨永一仁
- 福田佳太
- 桐谷真咲
- 挽本敦子
- 井上英紀
- 谷口りつ子
- 畑智司
- 坂友加里

#### CGアニメーター
- 服部豊和（CGプロデューサー）
- 大橋広明（CGプロデューサー）
- 吉良柾成（3D監督）
- 檜垣賢一（3D監督）
- 崔嘉誠（CGレイアウト）

### 関連スタッフ
脚本家
- 永井真吾
- 根元歳三

演出家
- 及川啓
- 小野勝巳
- 藤井俊郎
- 相浦和也

アニメーター
- 伊藤郁子
- 阿蒜晃士

### 元所属スタッフ
制作
- 金子文雄（制作統括）

アニメーター
- 藤本さとる
- 今西亨